# ヒュー・カミング

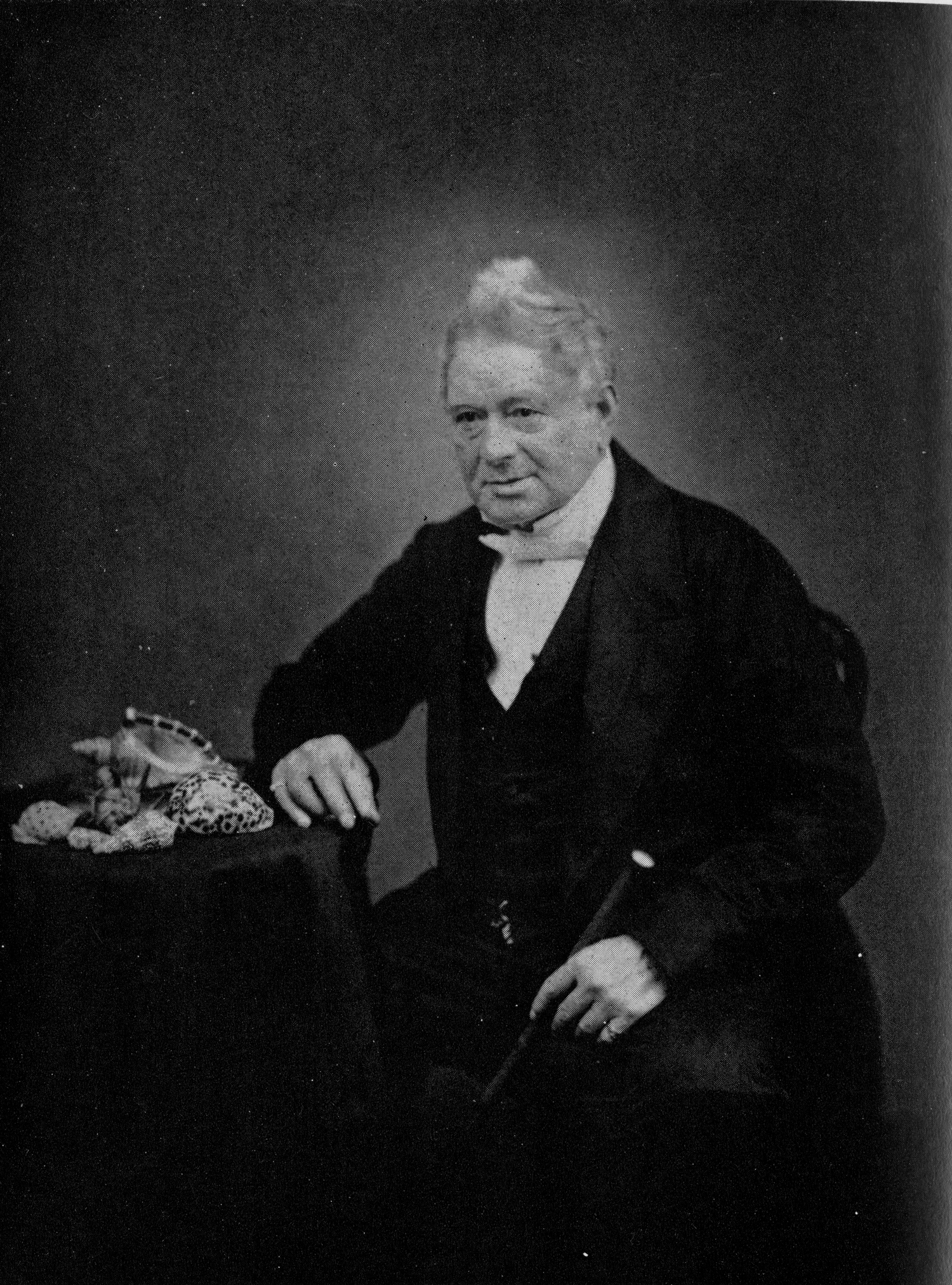
ヒュー・カミング

ヒュー・カミング（Hugh Cuming、1791年2月14日 – 1865年8月10日）は、イギリスの貝類、植物の収集家である。イギリス生まれで、チリで長く暮らし、実業家として成功した。貝類や植物の収集のために特別なヨットを作らせ、南太平洋海岸などの各地で貝類や植物の採集を行った。フィリピンでの採集も行った。

## 略歴
デボン州のウエスト・アルビントンで生まれた。子供時代から植物や貝が好きで、博物学者のジョージ・モンタギュー（George Montagu：1753-1815）の影響を受けて、博物学への興味が高まった。13歳の時、帆布職人に弟子入りし、船乗りの話を聞いて、航海生活や遠い港への憧れを持ち、冒険を求めて1819年、南米に渡り、チリのバルパライソに移り住んだ。
バルパライソでイギリス領事のNugentや、有名な貝類学者で軍人のFramblyと知り合い、彼らはカミングの集めた植物や貝殻をイギリスに送るのに協力した。イギリスに送られた標本は歓迎され、新たな珍しい標本への注文が増加することになった。
1826年に他の仕事をやめ収集に専念することになった。収集と博物学的標本の収容に適したヨットを特注し、ディスカバラーと名づけたヨットでほぼ12ヶ月に渡って、南太平洋を周航し、植物や貝殻を収集した。
大英博物館の貝殻のコレクションを充実させるために多くの標本を送り、イギリスの植物園に植物標本や植物を送った。2年間に渡り、チリ海岸、メキシコの太平洋岸などで採集を行い、イギリスに戻った。1835年にはフィリピンへの採集旅行を行い、貝殻の収集を行う一方、フィリピンの豊かでさまざまな植物に興味を持った。4年間に渡って、フィリピン、シンガポール、マラッカ地域、セントヘレナ島で貝類、陸貝を集めた。この時代の個人のものとしては最大のコレクションを作り上げた。その数は、130,000の植物標本、30,000の貝類標本に達し、さらに、多くの鳥類、動物、昆虫の標本も収集し、多くのランも集めた。ランの内、33種が科学界で知られていない種であった。多くのランを生きた状態でマニラからイギリスに運ぶことに成功し、多くのラン科の種、Coelogyne cumingii、
Podochilus cumingiiなどに、カミングの名前がつけられた。シダ植物（タカワラビ科）の種、Cibotium cumingiiにも献名されている。
カミングの没後の1866年に、カミングの82,992点のコレクションは £6,000でロンドン自然史博物館に買い上げられた。ロベル・オーガスタス・リーブ（Lovell Augustus Reeve）の"Conchologia iconica, or, Illustrations of the shells of molluscous animals" （「貝類図譜」）やサワビー（George Brettingham Sowerby I）の"Thesaurus Conchyliorum"（「貝類学宝典」）などの貝類の図鑑はカミングのコレクションがもとになっている。